# Aechmea longicuspis
Aechmea longicuspis är en gräsväxtart som beskrevs av John Gilbert Baker. Aechmea longicuspis ingår i släktet Aechmea och familjen Bromeliaceae. Inga underarter finns listade i Catalogue of Life.